# Quantum mutatus ab illo !
La formule latine Quantum mutatus ab illo ! (en français : Combien différent de cet [Hector] d'autrefois), se lit dans l'Énéide de Virgile (livre II, vers 274). C'est Énée qui la prononce alors que lui apparaît en songe Hector, non pas sous l'apparence du héros des combats livrés contre les Grecs sous les murs de Troie mais couvert de plaies sanglantes, après le combat qui l'a opposé à Achille. D'ordinaire, on la cite quand on se trouve en présence d'une personne ou d'une chose qui a changé d'aspect ou d'attitude depuis la dernière fois qu'on l'a vue.